# Ioan Adam (scriitor)
Ioan Adam (n. 26 noiembrie 1875, Muntenii de Sus, județul Vaslui - d. 18 mai 1911, Iași) a fost un scriitor român, asociat cu semănătorismul. 

## Biografie
A urmat și absolvit Școala normală „Vasile Lupu” din Iași, ulterior fiind învățător la Școala Cursești, comuna Ivănești. A înființat, în 1897, împreună cu Mihai Pastia, prima bibliotecă sătească din județul Vaslui.
În 1902 pleacă la Bruxelles cu o bursă de studii și obține titlul de doctor în științe juridice. A urmat, de asemenea, cursurile Institutului „Hautes Études” din Paris. Revenit în țară, va fi, pe rând, profesor de limba română la Constanța, magistrat la Călărași și Tulcea și secretar al primăriei din Constanța.
A debutat în 1895 cu poeme în proză și povestiri la „Adevărul ilustrat” și „Vatra”. De-a lungul vieții a mai colaborat la „Sămănătorul”, „Viața”, „Neamul românesc”, „Floare albastră”, „Luceafărul”, „Viața literară și artistică” ș.a. 
Volumele sale s-au bucurat de atenția criticilor, precum Nicolae Iorga, George Călinescu, Constantin Ciopraga, Ion Vulcan, Ion Bianu etc. 
În anul 1908 publică monografia Constanța pitorească cu împrejurimile ei.
A murit la data de 18 mai 1911, la numai 36 de ani, când, conform cu Nicolae Iorga,  „literatura română pierde una din cele mai originale naturi de artist.” 

## In memoriam
Din 2011 la Muntenii de Sus are loc concursul literar-artistic Ioan Adam, iar o stradă din Constanța îi poartă numele.

## Opera
- Flori de câmp, București, 1900
- Pe lângă vatră, București, 1900
- Leagănul viselor, București, 1902
- Rătăcire, București, 1902
- Sybaris, București, 1902
- Pe Dunăre, Constanța, 1904
- Năzuinți, București, 1907
- Constanța pitorească cu împrejurimile ei, București, 1908
- Voia mării, București, 1909
- Aripi tăiate, București, 1910
- Din viață, București, 1910
- Vorbe de clacă, Vălenii de Munte, 1910
- Învingătorul, București, 1915
- Înstrăinat, București, 1918
- Mărire și cădere, București, 1924
- Sub arșiță, București, 1925
- Glume și pilde țărănești, București, 1928
- Teatru școlar, București, f.a.
- Rătăcire. Sybaris, ediție îngrijită de Constantin Mohanu, studiu introductiv de Al. Hanță, București, 1984